# Tituly a vyznamenání Benita Mussoliniho

Benito Mussolini v uniformě zdobené stužkami italských vyznamenání, 1940

Erb Benita Mussoliniho jakožto rytíře Řádu Karla III.

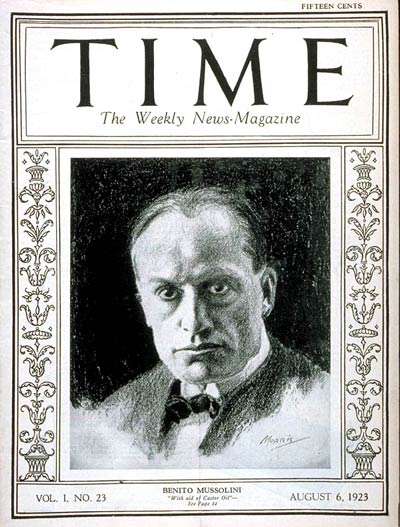
Benito Mussolini na obálce časopisu Time z roku 1923

Benito Amilcare Andrea Mussolini, italský politik, předseda vlády a Duce Italské sociální republiky, obdržel během svého života řadu italských i zahraničních řádů a medailí.

## Vyznamenání

### Italská vyznamenání
- rytíř Řádu zvěstování – 1924[1][2]
- rytíř velkokříže Řádu svatých Mořice a Lazara – 1924
- rytíř velkokříže Řádu italské koruny – 1924
- rytíř velkokříže Savojského vojenského řádu – 7. května 1936[3]
- rytíř velkokříže Koloniálního řádu italské hvězdy
- rytíř velkokříže Řádu věrnosti
- rytíř velkokříže Řádu Skanderbega
- rytíř velkokříže Řádu římského orla – 2. března 1944[2]
- Válečný záslužný kříž[2]
- Pamětní válečná medaile 1915–1918[2]
- Medaile Vítězství[2]
- Pamětní medaile na sjednocení Itálie[2]
- Pamětní medaile na březen v Římě[2]
- Kříž seniority v dobrovolnické milici pro vnitřní bezpečnost za 20 let služby
- hlava řádu a kancléř Řádu římského orla – od 2. března 1944
- hlava řádu a kancléř Řádu patronů Itálie – od 11. února 1945

### Zahraniční vyznamenání
- Brazílie
  -  velkokříž Řádu Jižního kříže – 12. ledna 1934[2]
- Československo
  -  Řád Bílého lva I. třídy – 20. července 1926[4]
- Dánsko
  -  rytíř Řádu slona[2]
- Estonsko
  -  Kříž svobody
- Etiopské císařství
  -  velkokříž Řádu Šalomounovy pečeti[2]
- Japonsko
  -  velkostuha Řádu chryzantémy[2][5]
- Lotyšsko
  -  Vojenský Lāčplēsisův řád[6][2]
- Německá říše
  -  velkokříž ve zlatě s diamanty Záslužného řádu Německého orla – 25. září 1937[2][7]
  - velkokříž Německého červeného kříže – 1934[2]
  - velkokříž speciální třídy ve zlatě s diamanty Německého červeného kříže – 1937[2]
- Nepál
  -  člen I. třídy Řádu nepálské hvězdy – 17. července 1935
- Polsko
  -  rytíř Řádu bílé orlice – 1923[8][2]
- Portugalsko
  -  velkokříž Řádu věže a meče – 19. dubna 1929[9]
- Rumunsko
  -  velkokříž Řádu rumunské hvězdy
- Spojené království
  -  čestný rytíř velkokříže Řádu lázně – udělen králem Jiřím V. roku 1923, odebrán roku 1940[10]
- Španělsko
  -  velkokříž s řetězem Řádu Karla III. – 25. února 1924[11]
  -  velkokříž Řádu jha a šípů – 1937[12][2]
- Švédsko
  -  rytíř Řádu Serafínů – 12. dubna 1930[13][2]
- Vatikán
  -  rytíř Řádu zlaté ostruhy[2]
  -  rytíř velkokříže Řádu Pia IX.[2]
  -  rytíř velkokříže Rytířského řádu Božího hrobu jeruzalémského – 2. dubna 1923[2]